# Црква Света Три јерарха у Ћовдину
Црква Света Три јерарха у народа прозвана Ћовдинска Грачаница у Ћовдину, насељеном месту на територији општине Петровац на Млави, припада Епархији браничевској Српске православне цркве.

## Положај
Црква посвећена Светим Јерарсима, Василију Великом, Григорији Богослову и Јовану Златоусту, подигнута је на потезу Бук, на заравни испод Хомољских планина, на плацевима који су поклонили Томислав Петровић из Ћовдина и Миља Милорадовић из села Јошанице, почетком 21. века. Постоји веровање да је на истом месту раније постојао храм, црква брвнара...

## Архитектура
Почела је да се гради 2002. године на иницијативу народа овог краја и завршена тринаест месеци потом. Димензије грађевине су 25,5 x 15,5m и висине 18m. Освештана је 5. августа 2006. године од стране Епископа браничевског Игнатија и врањског Пахомија уз саслужење више свештеника Епархије браничевске.
Црква је подигнута према пројекту архитекте Крсте Николића из Пожаревца, у српско-византијском стилу, са уписаним крстом у основи. Грађена је циглом, а фасаду краси велики број бифорних прозора, две певничке и олтарска апсида. Кров је са четири кубета, покривени бакарним лимом. У мањој куполи се налазе три звона (480kg, 225kg, и 125kg), дар Томислава Петровића из Ћовдина.
Улазни део је озидан полукружним сводом на чијем врху је православни крст, врата су масивна, урађена од храстовог дрвета са украшеним богатим дуборезом. Унутрашњост храма је делимично живописан, за сада је осликан само олтарски део. Иконостас је дрвени који краси петнаест икона. Под је поплочан украсним мермерним плочама, док припрату краси троделна галерија.

## Црквена порта
У оквиру црквене порте налази се и парохијски дом саграђен у духу старе српске архитектуре.
На неких педесет метара од цркве налазе се степениште које воде на улаз у једну велику пећину, у део који је могуће обићи. У пећини је извор воде, посвећен Светој Петки, за који се верује да је лековит. У пећину људи долазе ради молитве и захватања лековите воде, верујући да долазе на свето место.